# 金線白魚
金線白魚（学名：Anabarilius goldenlineus），為輻鰭魚綱鯉形目鲴科白魚属的其中一種，被IUCN列為極危保育類動物。分布於亞洲中國淡水流域，棲息在溪流底中層水域，生活習性不明。

## 扩展阅读
維基物種上的相關：金線白魚